# S Montim pro Itálii
S Montim pro Itálii (italsky Con Monti per l’Italia) byla italská politická koalice vytvořená pro parlamentní volby 2013 za účelem podpory nezávislého premiéra Maria Montiho a reforem jeho úřednické vlády.

## Členské strany
| Strana | Strana               | Ideologie             | Volby 2013 | Volby 2013 |
| Strana | Strana               | Ideologie             | Poslanci   | Senátoři   |
| ------ | -------------------- | --------------------- | ---------- | ---------- |
|        | Občanská volba       | Liberalismus          | 38         | 15         |
|        | Unie středu          | Křesťanská demokracie | 8          | 2          |
|        | Budoucnost a svoboda | Konzervatismus        | 1          | 2          |

## Historie

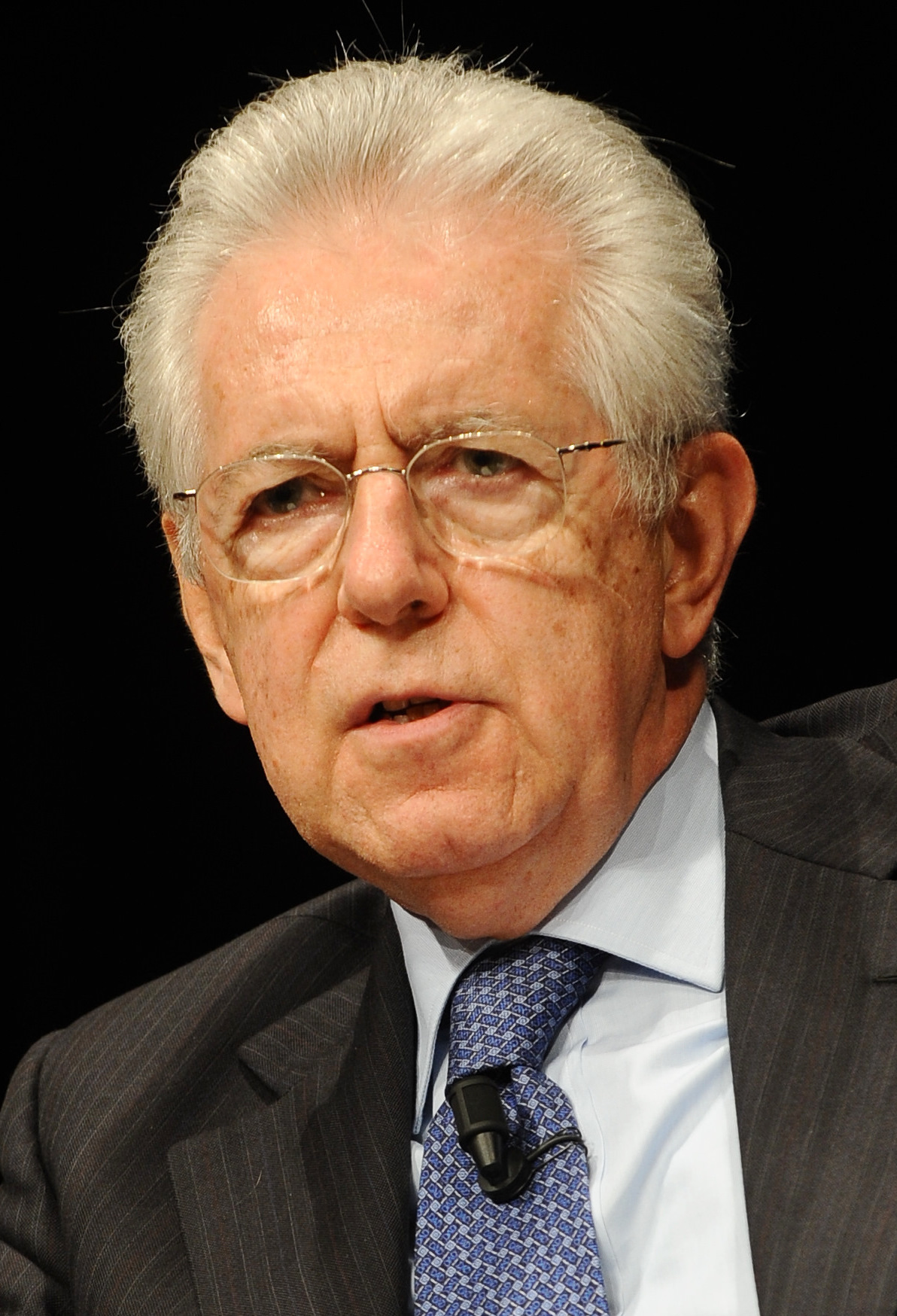
Mario Monti v roce 2013

V listopadu 2011 padla kvůli rekordní výši úroků italských vládních dluhopisů vláda Silvia Berlusconiho. Následně byla vytvořena nezávislá technokratická vláda, v jejímž čele stál uznávaný ekonom Mario Monti. Jeho kabinet prováděl četná úsporná opatření, která mu získala uznání od investorů a byznysu obecně, na druhou stranu ale byla silně nepopulární mezi italskou veřejností. Přesto měl samotný Monti vysokou důvěru v průzkumech veřejného mínění, což bylo možno vysvětlit absencí jakýchkoli korupčních skandálů.
O kandidaturu Montiho v nadcházejících parlamentních volbách v únoru 2013 měla původně zájem středopravicová i středolevicová koalice. Nakonec se Monti rozhodl vytvořit vlastní centristickou koalici, postavenou na jeho nově založené straně Občanská volba a zavedené křesťanskodemokratické Unii středu, vedené Pierferdinandem Casinim. Aliance ještě zahrnovala středopravicovou stranu Budoucnost a svoboda předsedy Poslanecké sněmovny Gianfranca Finiho.
Monti prohlásil, že chce do politiky vnášet morálku a prosazovat ekonomické reformy, které by dostaly z recese. Upozornil, že hospodářská krize dosud není překonána a je třeba bojovat proti nezaměstnanosti a nedostatku ekonomického růstu.
Ve volbách nakonec koalice získala 10% hlasů, což bylo považováno za neúspěch. Následně se nicméně stala součástí vlády Enrica Letty, zahrnující hlavně Demokratickou stranu a též část Lidu svobody Silvia Berlusconiho.

## Volební výsledky

### Poslanecká sněmovna
| Volby | Hlasy     | Hlasy | Mandáty | Mandáty | Pozice | Postavení |
| Volby | Abs.      | %     | Abs.    | ±       | Pozice | Postavení |
| ----- | --------- | ----- | ------- | ------- | ------ | --------- |
| 2013  | 3 591 541 | 10.6  | 47/630  | ▲47     | ▲4.    | Vláda     |

### Senát
| Volby | Hlasy     | Hlasy | Mandáty | Mandáty | Pozice |
| Volby | Abs.      | %     | Abs.    | ±       | Pozice |
| ----- | --------- | ----- | ------- | ------- | ------ |
| 2013  | 2 797 486 | 9.1   | 19/315  | ▲19     | ▲4.    |